# Équipe de Tunisie de football à la Coupe arabe de la FIFA 2021
L'équipe de Tunisie de football participe à la coupe arabe de la FIFA 2021 organisée au Qatar du 30 novembre au 18 décembre 2021. Il s'agit de la troisième participation de la Tunisie à la Coupe arabe des nations. La Tunisie a atteint la finale et a perdu contre l'Algérie pour terminer deuxième.

## Qualifications
Le 25 juillet 2020, la FIFA invite l'équipe nationale tunisienne à participer au tournoi. La Tunisie s'est qualifiée pour le tournoi final sans passer par les éliminatoires, car elle est classée première dans le monde arabe, avec sa position dans le classement mondial de la FIFA (26e).

## Tirage au sort
Le tirage au sort de la phase de groupes a lieu le 27 avril 2021 à l'opéra Katara de Doha. Il est dirigé par Manolo Zubiria, directeur des compétitions de la FIFA, et quatre anciens joueurs : Wael Gomaa (Égypte), Nawaf al-Temyat (Arabie saoudite), Haitham Moustapha (Soudan) et Younis Mahmoud (Irak). La Tunisie est placée dans le groupe B aux côtés des Émirats arabes unis, de la Syrie et de la Mauritanie.

## Équipe

### Effectif
La sélection est menée par Mondher Kebaier,, secondé par ses deux adjoints Adel Sellimi et Jalel Kadri. L'effectif définitif est annoncé le 19 novembre 2021. Aymen Abdennour, retiré sur blessure, est remplacé par Jasser Khmiri le 28 novembre. Anis Ben Slimane qui se retire est remplacé par Mootez Zaddem le 29 novembre.

### Maillot
Pour la coupe arabe de la FIFA 2021, l'équipementier de l'équipe, Kappa, lui confectionne un maillot spécifique.
| Couleurs | Blanc et rouge |                  |
| Marque   | Kappa          |                  |
| Domicile | Extérieur      | Gardien de but 1 |

## Compétition
Après une interruption de neuf ans, la Fédération internationale de football association (FIFA) organise la Coupe arabe des nations au Qatar. L'équipe tunisienne se qualifie directement pour la phase finale sans entrer dans la phase de qualification, en bénéficiant du premier rang arabe au classement mondial de la FIFA, ce qui constitue la septième participation du pays à un tournoi organisé par la FIFA. Elle commence le tournoi avec une victoire (5-1) contre la Mauritanie ; Seifeddine Jaziri et Firas Ben Larbi marquent deux buts, tandis que Youssef Msakni marque le cinquième but grâce à une passe décisive de Yassine Chikhaoui. Cependant, la Tunisie subit une défaite (0-2) contre la Syrie, mais la qualification pour les quarts de finale est obtenue en battant les Émirats arabes unis (1-0) sur un but de Jaziri.
En quarts de finale, l'équipe bat Oman (2-1) grâce aux buts de Jaziri et Msakni. En demi-finale, la Tunisie entre en collision avec son rival, l'Égypte, mais la Tunisie réussit à marquer un but à la 95e minute après un coup franc de Naïm Sliti, que l'Égyptien Amr El Solia dévie dans le but, et arrache la qualification en terminant le match avec un score de 1-0. Cette victoire permet à la Tunisie d'atteindre sa première finale de la FIFA dans l'histoire du pays. Lors du match final, l'équipe affronte l'Algérie, qui la bat 0-2 en prolongations. Jaziri termine meilleur buteur du tournoi avec quatre buts et remporte le prix du soulier d'or de la FIFA. Dans ce contexte, les supporters tunisiens sont félicités par la FIFA et désignés comme les meilleurs du tournoi.

### Phase de poules
| Rang | Équipe              | Pts | J | G | N | P | Bp | Bc | Diff |
| ---- | ------------------- | --- | - | - | - | - | -- | -- | ---- |
| 1    | Tunisie             | 6   | 3 | 2 | 0 | 1 | 6  | 3  | +3   |
| 2    | Émirats arabes unis | 6   | 3 | 2 | 0 | 1 | 3  | 2  | +1   |
| 3    | Syrie               | 3   | 3 | 1 | 0 | 2 | 4  | 4  | 0    |
| 4    | Mauritanie          | 3   | 3 | 1 | 0 | 2 | 3  | 7  | -4   |

| Match 2                        | Tunisie                                             | 5 – 1   | Mauritanie                | Stade Ahmad-ben-Ali, Al Rayyan                  |                                                 |
| 30 novembre 2021 13 h 00 UTC+3 | Jaziri 39e 45+2e · Ben Larbi 42e 51e · Msakni 90+1e | (3 – 1) | 45+12e (pen.) Bessam (en) | Spectateurs : 2 494 Arbitrage : Alireza Faghani | Spectateurs : 2 494 Arbitrage : Alireza Faghani |
| 30 novembre 2021 13 h 00 UTC+3 | Ben Romdhane 52e · Sassi 54e                        | Rapport | 30e Ba                    | Spectateurs : 2 494 Arbitrage : Alireza Faghani | Spectateurs : 2 494 Arbitrage : Alireza Faghani |

| Tunisie | Mauritanie |

| GK              | 1  | Farouk Ben Mustapha ()   |     |     |
| RB              | 21 | Hamza Mathlouthi         |     |     |
| CB              | 2  | Bilel Ifa                |     |     |
| CB              | 4  | Yassine Meriah           |     |     |
| LB              | 14 | Mohamed Amine Ben Hmida  |     |     |
| CM              | 15 | Mohamed Ali Ben Romdhane | 52e |     |
| CM              | 13 | Ferjani Sassi            |     | 70e |
| RW              | 9  | Firas Ben Larbi          |     | 70e |
| LW              | 10 | Hannibal Mejbri          |     | 64e |
| CF              | 8  | Fakhreddine Ben Youssef  |     | 64e |
| CF              | 11 | Seifeddine Jaziri        |     | 79e |
| Remplaçants :   |    |                          |     |     |
| FW              | 23 | Naïm Sliti               |     | 64e |
| DF              | 12 | Ali Maaloul              |     | 64e |
| FW              | 7  | Youssef Msakni           |     | 70e |
| MF              | 6  | Ghailene Chaalali        |     | 70e |
| MF              | 17 | Yassine Chikhaoui        |     | 79e |
| Sélectionneur : |    |                          |     |     |
| Mondher Kebaier |    |                          |     |     |

| GK                        | 22 | Babacar Diop (en)       |     | 21e |
| RB                        | 4  | Harouna Abou Demba (en) |     |     |
| CB                        | 15 | Bakary N'Diaye          |     |     |
| CB                        | 5  | Abdoul Ba ()            |     | 46e |
| LB                        | 3  | Mohamedhen Beibou (en)  |     |     |
| CM                        | 12 | Alassane Diop (en)      |     | 46e |
| CM                        | 14 | Mohamed Dellahi Yali    |     |     |
| RW                        | 8  | Mamadou Niass (en)      |     | 46e |
| AM                        | 10 | Adama Ba                | 30e |     |
| LW                        | 11 | Bessam (en)             |     | 88e |
| CF                        | 9  | Hemeya Tanjy            |     | 64e |
| Remplaçants :             |    |                         |     |     |
| GK                        | 16 | Namori Diaw (en)        |     | 21e |
| FW                        | 23 | Mohamed Soueïd (en)     |     | 46e |
| DF                        | 21 | Ablaye Sy (en)          |     | 46e |
| MF                        | 6  | Guessouma Fofana        |     | 46e |
| FW                        | 19 | Mohamed Salem Dianos    |     | 64e |
| FW                        | 7  | Idrissa Thiam           |     | 88e |
| Sélectionneur :           |    |                         |     |     |
| Didier Gomes Da Rosa (en) |    |                         |     |     |

| Assistants : Mohammad Reza Mansouri Mohammadreza Abolfazli Quatrième arbitre : Fernando Hernández Arbitre vidéo : Abdulla Ali Al Athba Assistant arbitre vidéo : Hiroyuki Kimura Osamu Nomura Fernando Guerrero Homme du match : Seifeddine Jaziri |

| Match 12                      | Syrie                               | 2 – 0   | Tunisie                            | Stade Al-Bayt, Al-Khor                                    |                                                           |
| 3 décembre 2021 22 h 00 UTC+3 | Kass Kawo (en) 4e · Anez (en) 47e   | (1 – 0) |                                    | Spectateurs : 15 913 Arbitrage : Fernando Hernández Gómez | Spectateurs : 15 913 Arbitrage : Fernando Hernández Gómez |
| 3 décembre 2021 22 h 00 UTC+3 | Jenyat (en) 7e · Al Khouli (en) 49e | Rapport | 45+10e Ben Romdhane · 75e Chaalali | Spectateurs : 15 913 Arbitrage : Fernando Hernández Gómez | Spectateurs : 15 913 Arbitrage : Fernando Hernández Gómez |

| Syrie | Tunisie |

| GK              | 23 | Khaled Haj Othman (en) () |     |     |
| CB              | 5  | Yousef Mohammad (en)      |     |     |
| CB              | 13 | Thaer Krouma (en)         |     |     |
| CB              | 19 | Muayad Al Khouli (en)     | 49e |     |
| RM              | 6  | Amro Jenyat (en)          | 7e  |     |
| CM              | 18 | Mouhamad Anez (en)        |     |     |
| CM              | 20 | Oliver Kass Kawo (en)     |     | 68e |
| LM              | 15 | Mohammad Shehioni         |     |     |
| RF              | 12 | Mohammed Osman            |     | 82e |
| CF              | 11 | Mahmoud Al Baher (en)     |     | 68e |
| LF              | 8  | Ward Al Salama (en)       |     | 68e |
| Remplaçants :   |    |                           |     |     |
| FW              | 7  | Mohammad Al Hallak        |     | 68e |
| MF              | 14 | Mohamad Rihanieh (en)     |     | 68e |
| MF              | 16 | Kamel Hmeisheh (en)       |     | 68e |
| FW              | 9  | Ali Bashmani              |     | 82e |
| Sélectionneur : |    |                           |     |     |
| Valeriu Tița    |    |                           |     |     |

| GK              | 1  | Farouk Ben Mustapha ()   |        |     |
| RB              | 6  | Ghailene Chaalali        | 75e    |     |
| CB              | 2  | Bilel Ifa                |        |     |
| CB              | 4  | Yassine Meriah           |        |     |
| LB              | 14 | Mohamed Amine Ben Hmida  |        |     |
| CM              | 15 | Mohamed Ali Ben Romdhane | 45+10e |     |
| CM              | 13 | Ferjani Sassi            |        | 86e |
| RW              | 9  | Firas Ben Larbi          |        | 55e |
| LW              | 10 | Hannibal Mejbri          |        |     |
| CF              | 8  | Fakhreddine Ben Youssef  |        | 46e |
| CF              | 11 | Seifeddine Jaziri        |        | 70e |
| Remplaçants :   |    |                          |        |     |
| FW              | 23 | Naïm Sliti               |        | 46e |
| FW              | 7  | Youssef Msakni           |        | 55e |
| MF              | 18 | Saad Bguir               |        | 70e |
| MF              | 19 | Mootez Zaddem            |        | 86e |
| Sélectionneur : |    |                          |        |     |
| Mondher Kebaier |    |                          |        |     |

| Assistants : Micheal Barwegen Karen Díaz Quatrième arbitre : Ryūji Satō Arbitre vidéo : Adonai Escobedo Assistant arbitre vidéo : Eber Aquino Osamu Nomura Kevin Blom Homme du match : Mouhamad Anez (en) |

| Match 18                      | Tunisie       | 1 – 0   | Émirats arabes unis                            | Stade Al-Thumama, Doha                          |                                                 |
| 6 décembre 2021 18 h 00 UTC+3 | Jaziri 10e    | (1 – 0) |                                                | Spectateurs : 14 272 Arbitrage : Daniel Siebert | Spectateurs : 14 272 Arbitrage : Daniel Siebert |
| 6 décembre 2021 18 h 00 UTC+3 | Ben Hmida 86e | Rapport | 25e Al-Zaabi (en) · 30e Abbas · 48e Salem (en) | Spectateurs : 14 272 Arbitrage : Daniel Siebert | Spectateurs : 14 272 Arbitrage : Daniel Siebert |

| Tunisie | Émirats arabes unis |

| GK              | 22 | Mouez Hassen            |     |     |
| RB              | 20 | Mohamed Dräger          |     |     |
| CB              | 2  | Bilel Ifa               |     |     |
| CB              | 4  | Yassine Meriah          |     |     |
| LB              | 14 | Mohamed Amine Ben Hmida | 86e |     |
| CM              | 6  | Ghailene Chaalali       |     |     |
| CM              | 13 | Ferjani Sassi           |     |     |
| RW              | 7  | Youssef Msakni ()       |     | 90e |
| AM              | 10 | Hannibal Mejbri         |     | 82e |
| LW              | 23 | Naïm Sliti              |     |     |
| CF              | 11 | Seifeddine Jaziri       |     | 68e |
| Remplaçants :   |    |                         |     |     |
| FW              | 8  | Fakhreddine Ben Youssef |     | 68e |
| MF              | 9  | Firas Ben Larbi         |     | 82e |
| MF              | 18 | Saad Bguir              |     | 90e |
| Sélectionneur : |    |                         |     |     |
| Mondher Kebaier |    |                         |     |     |

| GK               | 17 | Khalid Eisa            |     |     |
| RB               | 9  | Bandar Al-Ahbabi       |     |     |
| CB               | 13 | Mohammed Al-Attas (en) |     |     |
| CB               | 3  | Walid Abbas ()         | 30e | 46e |
| LB               | 21 | Mahmoud Khamees        |     |     |
| CM               | 18 | Abdullah Ramadan (en)  |     |     |
| CM               | 5  | Ali Salmeen            |     | 85e |
| RW               | 19 | Tahnoon Al-Zaabi (en)  | 25e |     |
| AM               | 11 | Caio Canedo (en)       |     | 74e |
| LW               | 16 | Ali Saleh (en)         |     | 84e |
| CF               | 20 | Sebastián Tagliabué    |     |     |
| Remplaçants :    |    |                        |     |     |
| DF               | 6  | Mohanad Salem (en)     | 48e | 46e |
| MF               | 14 | Khalil Ibrahim (en)    |     | 74e |
| FW               | 10 | Ismaïl Matar           |     | 84e |
| FW               | 15 | Mohammed Jumaa (en)    |     | 85e |
| Sélectionneur :  |    |                        |     |     |
| Bert van Marwijk |    |                        |     |     |

| Assistants : Rafael Foltyn Christian Gittelmann Quatrième arbitre : Matt Conger Arbitre vidéo : Christian Dingert Assistant arbitre vidéo : Tomasz Kwiatkowski Jerson dos Santos Eber Aquino Homme du match : Hannibal Mejbri |

### Phase à élimination directe

#### Quart de finale
| Match 25                       | Tunisie                 | 2 – 1   | Oman                                  | Stade Education City, Al Rayyan                 |                                                 |
| 10 décembre 2021 18 h 00 UTC+3 | Jaziri 16e · Msakni 69e | (1 – 0) | 66e Al-Alawi                          | Spectateurs : 21 329 Arbitrage : Daniel Siebert | Spectateurs : 21 329 Arbitrage : Daniel Siebert |
| 10 décembre 2021 18 h 00 UTC+3 |                         | Rapport | 68e Al-Kaabi (en) · 70e Al-Saadi (en) | Spectateurs : 21 329 Arbitrage : Daniel Siebert | Spectateurs : 21 329 Arbitrage : Daniel Siebert |

| Tunisie | Oman |

| GK              | 22 | Mouez Hassen            |  |     |
| RB              | 20 | Mohamed Dräger          |  |     |
| CB              | 4  | Yassine Meriah          |  |     |
| CB              | 2  | Bilel Ifa               |  |     |
| LB              | 14 | Mohamed Amine Ben Hmida |  |     |
| CM              | 6  | Ghailene Chaalali       |  |     |
| CM              | 13 | Ferjani Sassi           |  |     |
| RW              | 7  | Youssef Msakni ()       |  | 77e |
| AM              | 10 | Hannibal Mejbri         |  | 89e |
| LW              | 23 | Naïm Sliti              |  | 77e |
| CF              | 11 | Seifeddine Jaziri       |  | 83e |
| Remplaçants :   |    |                         |  |     |
| MF              | 9  | Firas Ben Larbi         |  | 77e |
| MF              | 18 | Saad Bguir              |  | 77e |
| FW              | 8  | Fakhreddine Ben Youssef |  | 83e |
| MF              | 19 | Mootez Zaddem           |  | 89e |
| Sélectionneur : |    |                         |  |     |
| Mondher Kebaier |    |                         |  |     |

| GK               | 1  | Ibrahim Al-Mukhaini (en)   |     |     |
| RB               | 21 | Abdulaziz Al-Gheilani (en) |     | 72e |
| CB               | 6  | Ahmed Al-Khamisi (en)      |     |     |
| CB               | 5  | Juma Al-Habsi (en)         |     |     |
| LB               | 2  | Ahmed Al-Kaabi (en)        | 68e | 85e |
| CM               | 12 | Abdullah Fawaz (en)        |     | 72e |
| CM               | 23 | Harib Al-Saadi (en) ()     | 70e |     |
| CM               | 4  | Arshad Al-Alawi            |     |     |
| RF               | 20 | Salaah Al-Yahyaei (en)     |     |     |
| CF               | 7  | Khalid Al-Hajri (en)       |     | 57e |
| LF               | 19 | Rabia Al-Alawi (en)        |     | 57e |
| Remplaçants :    |    |                            |     |     |
| MF               | 8  | Mataz Saleh (en)           |     | 57e |
| FW               | 9  | Issam Al-Sabhi (en)        |     | 57e |
| DF               | 3  | Fahmi Durbin (en)          |     | 72e |
| FW               | 15 | Jameel Al-Yahmadi (en)     |     | 72e |
| FW               | 11 | Muhsen Al-Ghassani (en)    |     | 85e |
| Sélectionneur :  |    |                            |     |     |
| Branko Ivanković |    |                            |     |     |

| Assistants : Rafael Foltyn Christian Gittelmann Quatrième arbitre : Matt Conger Arbitre vidéo : Christian Dingert Assistant arbitre vidéo : Kevin Blom Paweł Sokolnicki Tomasz Kwiatkowski Homme du match : Mohamed Dräger |

#### Demi-finale
| Match 29                       | Tunisie                   | 1 – 0   | Égypte                      | Stade 974, Doha                                  |                                                  |
| 15 décembre 2021 18 h 00 UTC+3 | El Solia 90+5e (csc)      | (0 – 0) |                             | Spectateurs : 36 427 Arbitrage : Alireza Faghani | Spectateurs : 36 427 Arbitrage : Alireza Faghani |
| 15 décembre 2021 18 h 00 UTC+3 | Msakni 50e · Jaziri 90+6e | Rapport | 68e Hegazy · 80e Fathy (en) | Spectateurs : 36 427 Arbitrage : Alireza Faghani | Spectateurs : 36 427 Arbitrage : Alireza Faghani |

| Tunisie | Égypte |

| GK              | 22 | Mouez Hassen             |       |     |
| CB              | 2  | Bilel Ifa                |       |     |
| CB              | 3  | Montassar Talbi          |       |     |
| CB              | 4  | Yassine Meriah           |       | 40e |
| RM              | 20 | Mohamed Dräger           |       |     |
| CM              | 6  | Ghailene Chaalali        |       |     |
| CM              | 13 | Ferjani Sassi            |       |     |
| LM              | 14 | Mohamed Amine Ben Hmida  |       |     |
| RF              | 10 | Hannibal Mejbri          |       | 81e |
| CF              | 11 | Seifeddine Jaziri        | 90+6e |     |
| LF              | 7  | Youssef Msakni ()        | 50e   |     |
| Remplaçants :   |    |                          |       |     |
| MF              | 15 | Mohamed Ali Ben Romdhane |       | 40e |
| FW              | 23 | Naïm Sliti               |       | 81e |
| Sélectionneur : |    |                          |       |     |
| Mondher Kebaier |    |                          |       |     |

| GK              | 1  | Mohamed El-Shenawy   |     |     |
| RB              | 14 | Akram Tawfik (en)    |     |     |
| CB              | 11 | Ahmed Hegazy         | 68e |     |
| CB              | 15 | Mahmoud Hamdy        |     |     |
| LB              | 13 | Ahmed Abou El Fatouh |     |     |
| CM              | 5  | Hamdy Fathy (en)     | 80e |     |
| CM              | 4  | Amr El Solia ()      |     |     |
| RW              | 21 | Ahmed Sayed          |     |     |
| AM              | 22 | Mohamed Magdy (en)   |     | 46e |
| LW              | 20 | Hussein Faisal (en)  |     | 69e |
| CF              | 10 | Marwan Hamdy (en)    |     | 89e |
| Remplaçants :   |    |                      |     |     |
| FW              | 9  | Mohamed Sherif       |     | 46e |
| MF              | 8  | Mostafa Fathi        |     | 69e |
| FW              | 19 | Osama Faisal (en)    |     | 89e |
| Sélectionneur : |    |                      |     |     |
| Carlos Queiroz  |    |                      |     |     |

| Assistants : Mohammadreza Abolfazli Christian Gittelmann Quatrième arbitre : Andrés Matonte Arbitre vidéo : Martín Soppi Assistant arbitre vidéo : Guillermo Cuadra Shaun Evans Rafael Foltyn Homme du match : Hannibal Mejbri |

#### Finale
| Match 32                       | Tunisie                                             | 0 – 2 ap              | Algérie                                                      | Stade Al-Bayt, Al-Khor                          |                                                 |
| 18 décembre 2021 18 h 00 UTC+3 |                                                     | (0 – 0, 0 – 0, 0 – 1) | 99e Sayoud · 120+5e Brahimi                                  | Spectateurs : 60 456 Arbitrage : Daniel Siebert | Spectateurs : 60 456 Arbitrage : Daniel Siebert |
| 18 décembre 2021 18 h 00 UTC+3 | Msakni 39e · Jaziri 40e · Ben Hmida 43e · Sassi 64e | Rapport               | 13e Chetti · 40e Bounedjah · 90+3e Bendebka · 120+4e Brahimi | Spectateurs : 60 456 Arbitrage : Daniel Siebert | Spectateurs : 60 456 Arbitrage : Daniel Siebert |

| Tunisie | Algérie |

| GK              | 22 | Mouez Hassen             |     |      |
| RB              | 20 | Mohamed Dräger           |     |      |
| CB              | 2  | Bilel Ifa                |     |      |
| CB              | 3  | Montassar Talbi          |     |      |
| LB              | 14 | Mohamed Amine Ben Hmida  | 43e | 101e |
| CM              | 6  | Ghailene Chaalali        |     |      |
| CM              | 13 | Ferjani Sassi            | 64e | 101e |
| RW              | 23 | Naïm Sliti               |     | 110e |
| AM              | 10 | Hannibal Mejbri          |     | 88e  |
| LW              | 7  | Youssef Msakni ()        | 39e |      |
| CF              | 11 | Seifeddine Jaziri        | 40e |      |
| Remplacements : |    |                          |     |      |
| MF              | 15 | Mohamed Ali Ben Romdhane |     | 88e  |
| DF              | 12 | Ali Maaloul              |     | 101e |
| MF              | 18 | Saad Bguir               |     | 101e |
| MF              | 9  | Firas Ben Larbi          |     | 110e |
| Entraîneur :    |    |                          |     |      |
| Mondher Kebaier |    |                          |     |      |

| GK               | 23 | Raïs M'Bolhi ()    |        |        |
| RB               | 3  | Houcine Benayada   |        | 120+3e |
| CB               | 4  | Djamel Benlamri    |        |        |
| CB               | 19 | Abdelkader Bedrane |        |        |
| LB               | 20 | Ilyes Chetti       | 13e    |        |
| CM               | 18 | Houssem Mrezigue   |        | 91e    |
| CM               | 14 | Sofiane Bendebka   | 90+3e  | 118e   |
| RW               | 7  | Tayeb Meziani      |        | 66e    |
| AM               | 11 | Yacine Brahimi     | 120+4e |        |
| LW               | 10 | Youcef Belaïli     |        |        |
| CF               | 9  | Baghdad Bounedjah  | 40e    |        |
| Remplacements :  |    |                    |        |        |
| FW               | 8  | Amir Sayoud        |        | 66e    |
| MF               | 17 | Zakaria Draoui     |        | 91e    |
| DF               | 5  | Mehdi Tahrat       |        | 118e   |
| DF               | 12 | Mohamed Tougaï     |        | 120+3e |
| Entraîneur :     |    |                    |        |        |
| Madjid Bougherra |    |                    |        |        |

| Assistants : Rafael Foltyn Christian Gittelmann Quatrième arbitre : Matthew Conger Arbitre vidéo : Christian Dingert Assistants arbitre vidéo : Kevin Blom Jun Mihara Shaun Evans Homme du match : Amir Sayoud |

## Statistiques

### Temps de jeu
| Joueur                  |          |          |          |          |          |          | TT       | But inscrit | MJ       | MT       | Légende |
| ----------------------- | -------- | -------- | -------- | -------- | -------- | -------- | -------- | ----------- | -------- | -------- | --- |
| Gardiens                | Gardiens | Gardiens | Gardiens | Gardiens | Gardiens | Gardiens | Gardiens | Gardiens    | Gardiens | Gardiens | Abréviations et symboles : · TT : Total de minutes jouées · MJ : Nombre de matchs joués · MT : Matchs joués en tant que titulaire · : but · : passe décisive · : joueur entré · : joueur remplacé · : capitaine · : carton jaune · : carton rouge · |
| Farouk Ben Mustapha     | 90       | 90       | 0        | 0        | 0        | 0        | 180      | 0           | 2        | 2        | Abréviations et symboles : · TT : Total de minutes jouées · MJ : Nombre de matchs joués · MT : Matchs joués en tant que titulaire · : but · : passe décisive · : joueur entré · : joueur remplacé · : capitaine · : carton jaune · : carton rouge · |
| Béchir Ben Saïd         | 0        | 0        | 0        | 0        | 0        | 0        | 0        | 0           | 0        | 0        | Abréviations et symboles : · TT : Total de minutes jouées · MJ : Nombre de matchs joués · MT : Matchs joués en tant que titulaire · : but · : passe décisive · : joueur entré · : joueur remplacé · : capitaine · : carton jaune · : carton rouge · |
| Mouez Hassen            | 0        | 0        | 90       | 90       | 90       | 90       | 360      | 0           | 4        | 4        | Abréviations et symboles : · TT : Total de minutes jouées · MJ : Nombre de matchs joués · MT : Matchs joués en tant que titulaire · : but · : passe décisive · : joueur entré · : joueur remplacé · : capitaine · : carton jaune · : carton rouge · |
| Défenseurs              |          |          |          |          |          |          |          |             |          |          | Abréviations et symboles : · TT : Total de minutes jouées · MJ : Nombre de matchs joués · MT : Matchs joués en tant que titulaire · : but · : passe décisive · : joueur entré · : joueur remplacé · : capitaine · : carton jaune · : carton rouge · |
| Bilel Ifa               | 90       | 90       | 90       | 90       | 90       | 90       | 540      | 0           | 6        | 6        | Abréviations et symboles : · TT : Total de minutes jouées · MJ : Nombre de matchs joués · MT : Matchs joués en tant que titulaire · : but · : passe décisive · : joueur entré · : joueur remplacé · : capitaine · : carton jaune · : carton rouge · |
| Montassar Talbi         | 0        | 0        | 0        | 0        | 90       | 120      | 210      | 0           | 2        | 2        | Abréviations et symboles : · TT : Total de minutes jouées · MJ : Nombre de matchs joués · MT : Matchs joués en tant que titulaire · : but · : passe décisive · : joueur entré · : joueur remplacé · : capitaine · : carton jaune · : carton rouge · |
| Yassine Meriah          | 90       | 90       | 90       | 90       | 40       | 0        | 400      | 0           | 5        | 5        | Abréviations et symboles : · TT : Total de minutes jouées · MJ : Nombre de matchs joués · MT : Matchs joués en tant que titulaire · : but · : passe décisive · : joueur entré · : joueur remplacé · : capitaine · : carton jaune · : carton rouge · |
| Jasser Khmiri           | 0        | 0        | 0        | 0        | 0        | 0        | 0        | 0           | 0        | 0        | Abréviations et symboles : · TT : Total de minutes jouées · MJ : Nombre de matchs joués · MT : Matchs joués en tant que titulaire · : but · : passe décisive · : joueur entré · : joueur remplacé · : capitaine · : carton jaune · : carton rouge · |
| Ali Maaloul             | 26       | 0        | 0        | 0        | 0        | 19       | 45       | 0           | 2        | 0        | Abréviations et symboles : · TT : Total de minutes jouées · MJ : Nombre de matchs joués · MT : Matchs joués en tant que titulaire · : but · : passe décisive · : joueur entré · : joueur remplacé · : capitaine · : carton jaune · : carton rouge · |
| M. Amine Ben Hmida      | 90       | 90       | 90       | 90       | 90       | 101      | 551      | 0           | 6        | 6        | Abréviations et symboles : · TT : Total de minutes jouées · MJ : Nombre de matchs joués · MT : Matchs joués en tant que titulaire · : but · : passe décisive · : joueur entré · : joueur remplacé · : capitaine · : carton jaune · : carton rouge · |
| Mohamed Dräger          | 0        | 0        | 90       | 90       | 90       | 120      | 390      | 0           | 4        | 4        | Abréviations et symboles : · TT : Total de minutes jouées · MJ : Nombre de matchs joués · MT : Matchs joués en tant que titulaire · : but · : passe décisive · : joueur entré · : joueur remplacé · : capitaine · : carton jaune · : carton rouge · |
| Hamza Mathlouthi        | 0        | 0        | 0        | 0        | 0        | 0        | 0        | 0           | 0        | 0        | Abréviations et symboles : · TT : Total de minutes jouées · MJ : Nombre de matchs joués · MT : Matchs joués en tant que titulaire · : but · : passe décisive · : joueur entré · : joueur remplacé · : capitaine · : carton jaune · : carton rouge · |
| Milieux de terrain      |          |          |          |          |          |          |          |             |          |          | Abréviations et symboles : · TT : Total de minutes jouées · MJ : Nombre de matchs joués · MT : Matchs joués en tant que titulaire · : but · : passe décisive · : joueur entré · : joueur remplacé · : capitaine · : carton jaune · : carton rouge · |
| Ghailene Chaalali       | 20       | 90       | 90       | 90       | 90       | 120      | 500      | 0           | 6        | 5        | Abréviations et symboles : · TT : Total de minutes jouées · MJ : Nombre de matchs joués · MT : Matchs joués en tant que titulaire · : but · : passe décisive · : joueur entré · : joueur remplacé · : capitaine · : carton jaune · : carton rouge · |
| Firas Ben Larbi         | 70       | 55       | 8        | 13       | 0        | 10       | 156      | 2           | 5        | 2        | Abréviations et symboles : · TT : Total de minutes jouées · MJ : Nombre de matchs joués · MT : Matchs joués en tant que titulaire · : but · : passe décisive · : joueur entré · : joueur remplacé · : capitaine · : carton jaune · : carton rouge · |
| Hannibal Mejbri         | 64       | 90       | 82       | 89       | 81       | 88       | 494      | 0           | 6        | 6        | Abréviations et symboles : · TT : Total de minutes jouées · MJ : Nombre de matchs joués · MT : Matchs joués en tant que titulaire · : but · : passe décisive · : joueur entré · : joueur remplacé · : capitaine · : carton jaune · : carton rouge · |
| Ferjani Sassi           | 70       | 86       | 90       | 90       | 90       | 101      | 527      | 0           | 6        | 6        | Abréviations et symboles : · TT : Total de minutes jouées · MJ : Nombre de matchs joués · MT : Matchs joués en tant que titulaire · : but · : passe décisive · : joueur entré · : joueur remplacé · : capitaine · : carton jaune · : carton rouge · |
| M. Ali Ben Romdhane     | 90       | 45       | 50       | 0        | 50       | 32       | 217      | 0           | 5        | 2        | Abréviations et symboles : · TT : Total de minutes jouées · MJ : Nombre de matchs joués · MT : Matchs joués en tant que titulaire · : but · : passe décisive · : joueur entré · : joueur remplacé · : capitaine · : carton jaune · : carton rouge · |
| Yassine Chikhaoui       | 11       | 0        | 0        | 0        | 0        | 0        | 11       | 0           | 1        | 1        | Abréviations et symboles : · TT : Total de minutes jouées · MJ : Nombre de matchs joués · MT : Matchs joués en tant que titulaire · : but · : passe décisive · : joueur entré · : joueur remplacé · : capitaine · : carton jaune · : carton rouge · |
| Saad Bguir              | 0        | 20       | 1        | 13       | 0        | 19       | 53       | 0           | 4        | 0        | Abréviations et symboles : · TT : Total de minutes jouées · MJ : Nombre de matchs joués · MT : Matchs joués en tant que titulaire · : but · : passe décisive · : joueur entré · : joueur remplacé · : capitaine · : carton jaune · : carton rouge · |
| Mootez Zaddem           | 0        | 4        | 0        | 1        | 0        | 0        | 5        | 0           | 2        | 0        | Abréviations et symboles : · TT : Total de minutes jouées · MJ : Nombre de matchs joués · MT : Matchs joués en tant que titulaire · : but · : passe décisive · : joueur entré · : joueur remplacé · : capitaine · : carton jaune · : carton rouge · |
| Attaquants              |          |          |          |          |          |          |          |             |          |          | Abréviations et symboles : · TT : Total de minutes jouées · MJ : Nombre de matchs joués · MT : Matchs joués en tant que titulaire · : but · : passe décisive · : joueur entré · : joueur remplacé · : capitaine · : carton jaune · : carton rouge · |
| Youssef Msakni          | 20       | 35       | 90       | 77       | 90       | 120      | 432      | 2           | 6        | 4        | Abréviations et symboles : · TT : Total de minutes jouées · MJ : Nombre de matchs joués · MT : Matchs joués en tant que titulaire · : but · : passe décisive · : joueur entré · : joueur remplacé · : capitaine · : carton jaune · : carton rouge · |
| Fakhreddine Ben Youssef | 64       | 46       | 22       | 7        | 0        | 0        | 139      | 0           | 4        | 2        | Abréviations et symboles : · TT : Total de minutes jouées · MJ : Nombre de matchs joués · MT : Matchs joués en tant que titulaire · : but · : passe décisive · : joueur entré · : joueur remplacé · : capitaine · : carton jaune · : carton rouge · |
| Seifeddine Jaziri       | 79       | 70       | 68       | 83       | 90       | 120      | 344      | 4           | 6        | 6        | Abréviations et symboles : · TT : Total de minutes jouées · MJ : Nombre de matchs joués · MT : Matchs joués en tant que titulaire · : but · : passe décisive · : joueur entré · : joueur remplacé · : capitaine · : carton jaune · : carton rouge · |
| Naïm Sliti              | 26       | 44       | 90       | 77       | 9        | 110      | 356      | 0           | 6        | 3        | Abréviations et symboles : · TT : Total de minutes jouées · MJ : Nombre de matchs joués · MT : Matchs joués en tant que titulaire · : but · : passe décisive · : joueur entré · : joueur remplacé · : capitaine · : carton jaune · : carton rouge · |
| Total                   |          |          |          |          |          |          |          |             |          |          | Abréviations et symboles : · TT : Total de minutes jouées · MJ : Nombre de matchs joués · MT : Matchs joués en tant que titulaire · : but · : passe décisive · : joueur entré · : joueur remplacé · : capitaine · : carton jaune · : carton rouge · |
| Équipe de Tunisie       | 90       | 90       | 90       | 90       | 90       | 120      |          |             |          |          | Abréviations et symboles : · TT : Total de minutes jouées · MJ : Nombre de matchs joués · MT : Matchs joués en tant que titulaire · : but · : passe décisive · : joueur entré · : joueur remplacé · : capitaine · : carton jaune · : carton rouge · |

### Buteurs
| Buts    | Joueurs           | Adversaires                               |
| ------- | ----------------- | ----------------------------------------- |
| 4       | Seifeddine Jaziri | Mauritanie (2), Émirats arabes unis, Oman |
| 2       | Youssef Msakni    | Mauritanie, Oman                          |
| 2       | Firas Ben Larbi   | Mauritanie                                |
| 1 (csc) | Amr El Solia      | Égypte                                    |
| Total   | 9 buts            | 9 buts                                    |

### Récompenses
- Meilleur buteur : Seifeddine Jaziri
- Équipe type : Youssef Msakni et Seifeddine Jaziri